# Nikas Safronov
Pour les articles homonymes, voir Safronov.
 (avril 2024).
La mise en forme du texte ne suit pas les recommandations de Wikipédia : il faut le « wikifier ».
Les points d'amélioration suivants sont les cas les plus fréquents. Le détail des points à revoir est peut-être précisé sur la page de discussion.
- Les titres sont pré-formatés par le logiciel. Ils ne sont ni en capitales, ni en gras.
- Le texte ne doit pas être écrit en capitales (les noms de famille non plus), ni en gras, ni en italique, ni en « petit »…
- Le gras n'est utilisé que pour surligner le titre de l'article dans l'introduction, une seule fois.
- L'italique est rarement utilisé : mots en langue étrangère, titres d'œuvres, noms de bateaux, etc.
- Les citations ne sont pas en italique mais en corps de texte normal. Elles sont entourées par des guillemets français : « et ».
- Les listes à puces sont à éviter, des paragraphes rédigés étant largement préférés. Les tableaux sont à réserver à la présentation de données structurées (résultats, etc.).
- Les appels de note de bas de page (petits chiffres en exposant, introduits par l'outil «  Source ») sont à placer entre la fin de phrase et le point final[comme ça].
- Les liens internes (vers d'autres articles de Wikipédia) sont à choisir avec parcimonie. Créez des liens vers des articles approfondissant le sujet. Les termes génériques sans rapport avec le sujet sont à éviter, ainsi que les répétitions de liens vers un même terme.
- Les liens externes sont à placer uniquement dans une section « Liens externes », à la fin de l'article. Ces liens sont à choisir avec parcimonie suivant les règles définies. Si un lien sert de source à l'article, son insertion dans le texte est à faire par les notes de bas de page.
- La présentation des références doit suivre les conventions bibliographiques. Il est recommandé d'utiliser les modèles {{Ouvrage}}, {{Chapitre}}, {{Article}}, {{Lien web}} et/ou {{Bibliographie}}. Le mode d'édition visuel peut mettre en forme automatiquement les références.
- Insérer une infobox (cadre d'informations à droite) n'est pas obligatoire pour parachever la mise en page.

Pour une aide détaillée, merci de consulter Aide:Wikification.
Si vous pensez que ces points ont été résolus, vous pouvez retirer ce bandeau et améliorer la mise en forme d'un autre article.
 (avril 2024).
Nikas Stepanovich Safronov, né le 8 avril 1956 à Oulianovsk, est un artiste russe. Il a étudié à l'Académie des Beaux-Arts Surikov de Moscou, où il a  sa première exposition en 1978. 

## Biographie
Nikas Safronov est né en 1956 à Oulianovsk dans une famille pauvre d’un militaire à la retraite.

### Études
Alors qu’il étudie dans une école secondaire, il s’intéresse au dessin, copiant des illustrations et des reproductions de livres, développant son propre style romantique, incarnant ainsi ses rêves de voyage et d’aventure. Après avoir obtenu son diplôme, il est entré à l’école maritime d’Odessa. Il a ensuite quitté ses études, a servi dans l'armée et a déménagé dans le pays natal de sa mère à Panevėžys, en Lituanie, où il a travaillé comme concepteur de théâtre, et plus tard à Vilnius, où il a commencé ses études et sa carrière de peintre.
Nikas Safronov a trois enfants.

### Carrière
Plus tard, Nikas a obtenu son diplôme de l’Institut Surikov. Depuis 1973, il peint, expose et vend ses œuvres. Il s’est fait connaître comme un surréaliste, portraitiste et expérimentateur. En effet, Safronov s’est fait connaître pour une série de portraits psychologiques de ses contemporains (Vladimir Poutine, Dmitri Medvedev, Elton John, Mick Jagger, Robert de Niro, Sophia Loren, Alain Delon...), qui sont prafois reconnus comme les meilleures réalisations modernes de ce genre. Nikas a ainsi généralisé ses idées et a créé sa propre série Dream Vision, basée sur la peinture classique.

## Prix et honneurs
Safronov est un académicien de l'Académie des arts de Russie et un professeur à l'université d'État d'Oulianovsk à Bakou. En 2013, il a été nommé artiste émérite de la fédération de Russie, puis artiste populaire du Daghestan en 2017.
Pour ses réalisations en peinture, Nikas Safronov a reçu les titres suivants :
- Artiste du peuple de la fédération de Russie[7] :
- Artiste émérite de la Russie ;
- Académicien de l’Académie des arts de Russie ;
- Professeur à l’université d’État d’Oulianovsk ;
- Citoyen d’honneur d’Oulianovsk ;
- Citoyen d’honneur de la Russie ;
- Membre honoraire de l’Académie ukrainienne des arts ;
- Membre honoraire de l’Académie nationale des arts du Kazakhstan nommée d’après T. Zhurgenev ;
- Artiste du peuple de la République du Daghestan.

Pour ses activités professionnelles, sociales et caritatives, Nikas Safronov a reçu :
- Ordre de Saint-Constantin-le-Grand ;
- Ordre de Saint-Stanislas ;
- Ordre de Sainte-Anne, IIe classe;
- Ordre du Mécène des Arts de Russie ;
- Ordre du service des arts, première classe (étoile d’or) ;
- Ordre de Saint-Séraphim de Sarov, IIIe degré ;
- Ordre de la Russie souveraine ;
- Ordre « Pour la bienfaisance » du Club des Mécènes Orthodoxes des Arts ;
- Ordre de l’Académie des sciences naturelles de Russie (profession – vie) ;
- Médaille d’or de l’Académie des arts de Russie ;
- Médaille d’or de l’Azerbaïdjan ;
- Médaille d’or de l’Académie américaine des arts et des sciences ;
- Médaille d’or « Au nom de la Russie » ;
- Médaille d’or « Trésor national ».